# Maková hora
Maková hora je vrchol v Benešovské pahorkatině a významné poutní místo. Kopec, na němž stojí barokní poutní kostel svatého Jana Křtitele a Panny Marie Karmelské, se nachází necelé dva kilometry východně od obce Smolotely v okrese Příbram ve Středočeském kraji.

## Kostel
Barokní kostel svatého Jana Křtitele a Panny Marie Karmelské byl postaven v letech 1719 až 1722 italským stavitelem Carlem Antoniem Canevallem na zakázku Jana Felixe Chanovského.
Od roku 1909 až do své smrti v roce 1918 zde působil kněz Vincenc Bosáček. Spolu s ním na Makovou horu přišel i jeho bratr, malíř Josef Bosáček, který zde působil jako kostelník. V roce 1913 zde zhotovil na klenbě presbytáře stropní malbu Žehnající Kristus. Po bratrově smrti zde žil jako poustevník až do roku 1934, kdy zemřel.

## Přístup
Poutní místo leží ve vzdálenosti asi 2,5 kilometru vzdušnou čarou od levého břehu Vltavy, respektive od přehradní hráze vodní nádrže Orlík. Na vrchol Makové hory vede červeně značená turistická cesta a naučná stezka Okolím Smolotel.